# فرانك ر. زاباتا
فرانك ر. زاباتا (بالإنجليزية: Frank R. Zapata)‏ هو محامي وقاضي أمريكي، ولد في 1 يوليو 1944 في سافورد في الولايات المتحدة.